# وست ویلیج (دیترویت)
وست ویلیج (به انگلیسی: West Village) یک منطقهٔ مسکونی در ایالات متحده آمریکا است که در دیترویت واقع شده‌است.